# Adrienne King
Adrienne King (ur. 21 lipca 1960 w Oyster Bay w stanie Nowy Jork) – amerykańska aktorka głosowa, teatralna, filmowa i telewizyjna, tancerka oraz malarka.

## Życiorys
Członkini Joseph Jefferson Theatre Company oraz utalentowana malarka. Na małym ekranie zadebiutowała jako sześciomiesięczne dziecko, pojawiając się w reklamie. Studiowała na Royal Academy. Wystąpiła w kilku rolach głosowych (m.in. Co gryzie Gilberta Grape’a, Ja cię kocham, a ty śpisz, Titanic) oraz udzielała głosu w radiowych reklamach, jednak jej najbardziej znaną rolą jest postać Alice Hardy z Piątku, trzynastego (Friday the 13th, 1980). Przerwała fach aktorki filmowej po sukcesie nadmienionego horroru, gdy prześladował ją jeden z fanów, wtedy też na poważnie zajęła się sztuką malarstwa. Wielu filmoznawców uważa, że bohaterka wykreowana przez nią w Piątku, trzynastego, zdefiniowała pojęcie tzw. „final girl”. Adrienne King zajmuje się również tańcem. Jako tancerka wystąpiła epizodycznie w Gorączce sobotniej nocy (Saturday Night Fever, 1977) i klasycznym filmowym musicalu Hair (1979).
King jest mężatką i oddaną matką. Obecnie wraz ze swoją rodziną mieszka w Kalifornii, gdzie wspólnie z mężem założyła spółkę produkcyjną. W lipcu 2008 roku wznowiła karierę aktorską, pojawiając się w Teksasie na planie fantastycznonaukowego horroru Psychic Experiment, którego premiera odbyła się w roku 2010. Od 2010 jest właścicielką winiarni w Rogue Valley w stanie Oregon.

## Filmografia
Poniższa filmografia uwzględnia tylko filmy i produkcje telewizyjne, w których King wystąpiła jako aktorka, nie uwzględniając z kolei tytułów, z których jest ona znana jako aktorka głosowa.
- Hallmark Hall of Fame (1965) – Melinda
- The Edge of Night
- Inny świat (Another World)
- Wszystkie moje dzieci (All My Children)
- Gorączka sobotniej nocy (1977, Saturday Night Fever) – tancerka
- Hair (1979) – tancerka
- Piątek, trzynastego (1980, Friday the 13th) – Alice Hardy
- Piątek, trzynastego 2 (1981, Friday the 13th Part II) – Alice Hardy
- Psychic Experiment (2010) – Louise Strack
- The Innocent (2011) – dyrektorka Kane
- The Butterfly Room (2012) – Rachel
- Gabby's Wish (2012) – Angela
- Jason Rising: A Friday the 13th Fan Film (2021) – Alice Hardy